# Liste der Botschafter der Vereinigten Staaten in Brunei
Die Liste der Botschafter der Vereinigten Staaten in Brunei bietet einen Überblick über die Leiter der US-amerikanischen diplomatischen Vertretung in Brunei seit der Aufnahme diplomatischer Beziehungen.

## Botschafter
| Zeitraum      | Name                    | Bemerkung         |
| ------------- | ----------------------- | ----------------- |
| 1984 bis 1987 | Barrington King         |                   |
| 1987 bis 1989 | Thomas C. Ferguson      |                   |
| 1989 bis 1991 | Christopher H. Phillips |                   |
| 1992 bis 1993 | Donald Ensenat          |                   |
| 1993 bis 1996 | Theresa Anne Tull       |                   |
| 1996 bis 1999 | Glen R. Rase            |                   |
| 1999 bis 2002 | Sylvia Stanfield        |                   |
| 2002 bis 2005 | Gene B. Christy         |                   |
| 2005 bis 2008 | Emil Skodon             |                   |
| 2008 bis 2010 | William E. Todd         |                   |
| 2010 bis 2011 | John W. McIntyre        | Chargé d’affaires |
| 2011 bis 2014 | Daniel L. Shields       |                   |
| 2014 bis 2018 | Craig B. Allen          |                   |
| 2019 bis 2020 | Matthew J. Matthews     |                   |
| 2020          | Scott E. Woodard        | Chargé d’affaires |
| 2020 bis 2022 | Emily M. Fleckner       | Chargé d’affaires |
| seit 2022     | Caryn McClelland        |                   |